# دبليو دبليو إي سماك داون! شت يور ماوث
دبليو دبليو إي سماك داون! شت يور ماوث (بالإنجليزية: WWE SmackDown! Shut Your Mouth)‏ لعبة فيديو بلاي ستيشن تم تطويرها من قبل شركة يوكز وتم نشرها من قبل شركة تي إتش كيو ويوكز في 13 أكتوبر 2002 في أمريكا الشمالية و 15 نوفمبر 2002 في أوروبا و6 فبراير 2003 في اليابان وهي عبارة مصارعة لشخصيات دبليو دبيلو أي.

## شخصيات اللعبة
هذه اللعبة تضم عدة مصارعين أهمهم: ذا روك وهولك هوجان وأندرتيكر وستون كولد ستيف أوستن وتربل إتش وكين وكريس جيريكو وروب فان دام.

## روابط خارجية
- دبليو دبليو إي سماك داون! شت يور ماوث على موبي غيمز